# Kelkkafje
Het onderste en een bovenste kelkkafje (glume, meervoud:glumae) zijn schutbladen van het aartje, de bloeiwijze van grassen. Binnen de kelkkafjes staan een of meer bloempjes, bestaande uit twee kroonkafjes, meeldraden en een stamper. De kelkkafjes zijn niet te vergelijken met de bloemkelk, met de hoogtebladen onder een bloem.
- Grasaartje 
A="volledig" aartje met een bloeiende bloem, B = stamper, C = helmhokjes, 
D= onderste kelkkafje (glume), 
E = bovenste kelkkafje (glume), 
F= bovenste kroonkafje (palea) al dan niet met korte naald, G = onderste kroonkafje (lemma) met grotere naald, H = stamper en overige bloemdelen in niet-uiteengevouwen staat

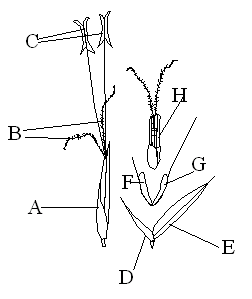
Grasaartje A="volledig" aartje met een bloeiende bloem, B = stamper, C = helmhokjes, D= onderste kelkkafje (glume), E = bovenste kelkkafje (glume), F= bovenste kroonkafje (palea) al dan niet met korte naald, G = onderste kroonkafje (lemma) met grotere naald, H = stamper en overige bloemdelen in niet-uiteengevouwen staat
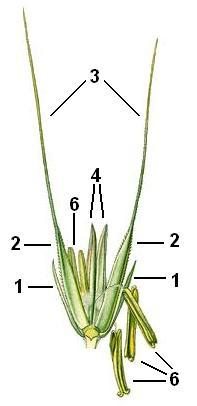
Roggeaartje 1=onderste kelkkafje, 2=bovenste kelkkafje, 3=kafnaalden, 4=onderste en bovenste kroonkafje, 6=meeldraden. (De stampers zijn nog niet volledig ontwikkeld)
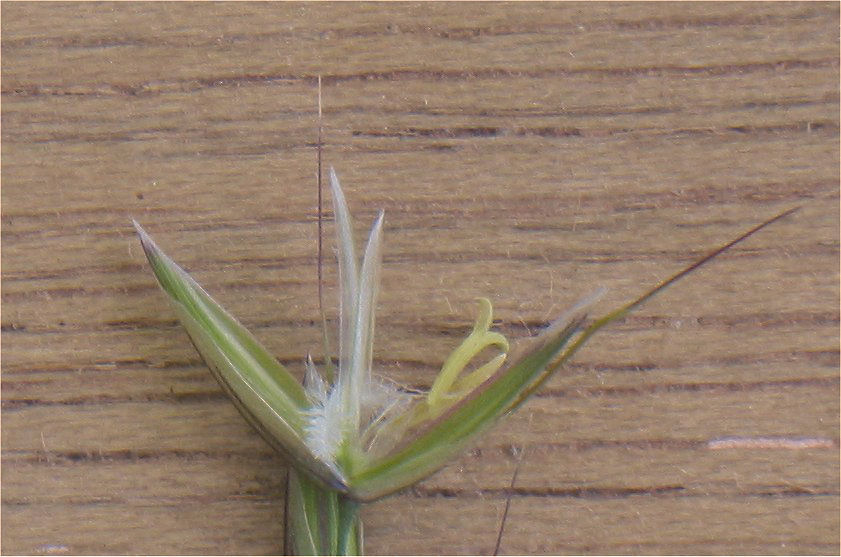
Aartje van glanshaver Arrhenatherum elatius